# Hauptstraße C47
Die Hauptstraße C47 (englisch Main Road C47) verläuft im Norden Namibias. Sie führt von Okatjoruu nach Okakarara, wo sie unweit des Waterbergs in die Hauptstraße C22 einmündet.